# Kościół Zmartwychwstania Pańskiego w Tułowicach
Kościół Zmartwychwstania Pańskiego – rzymskokatolicki kościół filialny znajdujący się w Tułowicach. Kościół należy do parafii św. Rocha w Tułowicach w dekanacie Niemodlin, diecezji opolskiej.

## Historia kościoła
Kościół został wybudowany w 1913 roku jako świątynia ewangelicka. Było to związane z faktem, że w roku 1889 Erhard Schlegelmilch, właściciel fabryki porcelany w Tułowicach, ściągnął do Tułowic fachowców od produkcji porcelany z miejscowości Suhl w Turyngii. Byli oni ewangelikami, w związku z tym, na ich potrzeby wybudowano w 1909 roku szkołę oraz w 1913 roku kościół. W wybudowanej obok kościoła plebanii, jako pierwszy zamieszkał pastor Stiller z rodziną. Ostatnim duszpasterzem był pastor Kiuntke, przez pewien czas zastępowany przez pastora Backera z Niemodlina.
W 1945 roku kościół i położony przy nim cmentarz zostały zdewastowane przez Rosjan. Kościół przez długie lata stał opustoszały, później był wykorzystywany jako aula przez Technikum Leśne w Tułowicach. Dopiero w 1990 roku staraniem władz kościelnych, po odrestaurowaniu, kościół został poświęcony jako świątynia katolicka pw. Zmartwychwstania Pańskiego.